# 唐理淮
唐理淮（？—？）字伯平，安徽合肥人，中华民国政治人物。

## 生平
唐理淮是合肥的大地主。1913年，唐理淮成为中华民国第一届国会众议员，一直任至1924年第一届国会解散。其间，他没有参加1917年至1922年广州的非常国会。1918年，唐理淮成为中华民国第二届国会参议员，任至1920年第二届国会解散。
民国11年（1922年）1月19日，贿选议员自行召开第三届安徽省议会，选举唐理淮为议长，管鹏（即管鲲南）为副议长。《皖省澄选实记》载：“根据统计：第二届议员身价均在万元上下；第三届议员身价少则1～2万元，多者则3～4万元乃至5～6万元。”贿选的议员私行集会公推唐理淮为议会议长时，唐理淮答应给拥护他的30人各赠送狐裘一领。当时，安庆一师校长李光炯见安徽省第三届议员通过贿选当选的情况，愤然表示：“督军（指倪嗣冲）拥重兵，上干国纪，下为民害，议会天职在代表民意，而助督戕民！今日国家大患即在于此。此而不除，皖政无澄清之日，而先烈艰苦缔造之民亦危乎贻矣！”
1926年2月9日，唐理淮出任段祺瑞的中華民國臨時政府國務院参议。同年，临时政府倒台。